# Bollettino di studi ed informazioni, Reale Giardino Coloniale
Bollettino di studi ed informazioni, Reale Giardino Coloniale (abreviado Boll. Stud. Inform. Reale Giardino Colon.) es una revista con ilustraciones y descripciones botánicas que es editada en Palermo desde el año 1914 en dos series.

## Publicaciones
- Serie n.º 1, nos. 1–6, 1914–?;
- Serie n.º 2, nos. 1(7)–25–?, ?–1968–?